# Netelia ocellata
Netelia ocellata är en stekelart som först beskrevs av Henry Lorenz Viereck 1909.  Netelia ocellata ingår i släktet Netelia och familjen brokparasitsteklar. Inga underarter finns listade i Catalogue of Life.